# Il mondo estremo
Il mondo estremo  (titolo originale Die letzte Welt) è un romanzo dello scrittore austriaco Christoph Ransmayr ed è stato pubblicato nel 1988.

## Trama
Cotta, senatore romano ammiratore di Ovidio, si reca a Tomi (oggi Costanza) sul Mar Nero, per constatare se sia vero che Ovidio sia morto là in esilio.
Si imbatte in una città che è popolata dai personaggi delle Metamorfosi di Ovidio e trova certamente tracce del poeta, ma non il poeta stesso. Cotta trascorre del tempo a Tomi, la città di ferro, e qui fa delle esperienze, mentre un inverno di due anni finisce e con l'arrivo della primavera, la natura lentamente riprende possesso di Tomi. Cotta comincia una relazione con la sfregiata Eco, che gli racconta qualcosa di Ovidio, il quale aveva presumibilmente la capacità di leggere delle storie nel fuoco morente. Queste storie finiscono tutte tranne una con la trasformazione dei protagonisti in pietra, ragion per cui Cotta decide di raccogliere i racconti di Ovidio e di riprodurli nel libro delle pietre, dopo che l'opera di Ovidio era stata bruciata da lui stesso prima dell'inizio del suo viaggio.
Nel corso del racconto la vita di Cotta muta in modi bizzarri. Lo minaccia la perdita della sua identità. Alla fine si incammina verso le montagne che si trovano nelle vicinanze di Tomi: così termina la vicenda.
In alcuni flashback nel corso del romanzo viene raccontato come la vita di Ovidio e le sue pubblicazioni letterarie abbiano portato attraverso una serie di concatenazioni di eventi alla sua espulsione da Roma: già le sue prime opere, che criticavano le rigide strutture di potere di Roma, fanno sì che venga notato dai dirigenti dello Stato. Nonostante il suo successo letterario tra la gente, sarà bandito dopo aver tenuto un ardito discorso in occasione dell'apertura di uno stadio, discorso nel quale non usa particolare riverenza nei confronti dell'imperatore.
Capitolo 1
Comincia la ricerca di Cotta sulle tracce di Ovidio e delle Metamorfosi. Dopo un viaggio di diciassette giorni arriva con la nave a Tomi. Lì vuole cercare indizi della morte di Ovidio.
Cotta conosce gli abitanti del villaggio, quindi si mette in cammino verso Trachila, dove Ovidio doveva aver avuto una casa. Arrivato lì, si ritrova tra le rovine. Una sola casa è ancora in piedi, ci entra e la esplora da cima a fondo. Dopo un po' di tempo trova uno squilibrato che siede sotto le scale – all'inizio pensa che si tratti di Ovidio, ma dopo lo riconosce e si tratta solo del suo servitore Pitagora, che è mentalmente turbato e che biascica qualcosa di insensato. Cotta racconta a Pitagora dell'ultimo giorno di Ovidio a Roma.
Capitolo 2
Cypari, il lillipuziano, è, accanto a Cotta, la figura centrale del secondo capitolo. Annualmente in agosto si reca a Tomi, per riferire del suoi viaggi. Porta sempre con sé il suo vecchio carro coperto, accompagnato da un cervo, per presentare i suoi giochi di luce. Gli abitanti della città vengono descritti dettagliatamente.
Capitolo 3
Cotta, alla ricerca del libro delle Metamorfosi, si imbatte in Pitagora, servo di Nasone, che lo conduce nel giardino di Nasone. Là si trovano delle pietre con un messaggio a pezzi di Nasone. In seguito a ciò Cotta si ricorda del bando di Nasone da Roma ad opera dell'imperatore Augusto, a causa della sua irriverenza nei confronti dell'imperatore e della libera interpretazione dei suoi testi.
Capitolo 4
Cotta trova la casa di Nasone, passa la notte là e fugge di nuovo verso Tomi in preda al delirio febbrile. Lungo la strada crede di vedere Nasone, ma è Batto.
Capitolo 5
La primavera è alle porte. Cotta conosce Eco in casa del cordaio e si accorge della sua malattia. Nel corso del tempo scopre la vera bellezza di lei e se ne innamora. Cotta la interroga sulla fuga di Nasone.
Capitolo 6
I cambiamenti della città di Tomi diventano evidenti durante la primavera. Cotta ed Eco si avvicinano e lui viene a sapere da lei molti segreti sulla città di Tomi e sui suoi abitanti. Si tratta della ribellione di Nasone contro l'imperatore e del suo esilio nonché delle conseguenze sulla società romana.
Capitolo 7
Il narratore racconta dell'esilio di Nasone e di come si sia arrivati che Cotta abbia preso su di sé la strada per Tomi, per scoprire la verità su Nasone. Cotta riceve con l'aiuto di Eco indicazioni più precise sulle Metamorfosi. Base della loro conversazione sono le storie di Nasone, che Eco confida a Cotta. Dopo un forte temporale, che ricorda molto una delle storie, Eco è scomparsa.
Capitolo 8
Il servo di Nasone Pitagora arriva in città per completare le sue provviste, ma non si ricorda di Cotta e della sua visita. Questi accompagna poi il servo a Trachila e viene a sapere che la tessitrice Aracne immortala i racconti di Nasone nei suoi tappeti con raffigurazioni del cielo e degli uccelli. Attraverso una visita di Arachne a Cotta viene l'idea che le Metamorfosi siano una storia della natura.
Capitolo 9
Agosto porta con sé un'estate calda e molti insetti nocivi. Come appare la Argo, gli abitanti comprano molte delle mercanzie portate. Fama finalmente ottiene il suo episcopio. Gli abitanti sono affascinati, in particolare Battus è ossessionato dall'oggetto. Una notte Battus si trasforma in pietra di fronte all'episcopio.
Capitolo 10
Thies e Tereus cercano invano di revocare la metamorfosi del BAttus pietrificato. Dopo tentativi senza esito Fama, piena di rabbia, si chiude nel suo negozio, e lo lascia solo dopo otto giorni, durante i quali adorna Battus. All'inizio il pietrificato è una sensazione, ma a poco a poco gli abitanti si abituano a lui. Cotta allora, dopo lungo tempo passato nella casa del cordaio dove strani sogni lo avevano perseguitato, si incammina verso Trachila, per trovare Naso.
Capitolo 11
Cotta sta viaggiando fra i monti alla volta di Trachila. Il viaggio faticoso lo porta al limite delle sue forze. In seguito ad una deviazione si ritrova nella città distrutta di Limyra e vi rimane per la notte. Il giorno dopo si rimette in cammino deciso in direzione di Trachila e la raggiunge.
Capitolo 12
Cotta torna a visitare le rovine di Trachila. Qui vede Naso e Pitagora. Quando si accorge che si tratta di una illusione, crede di essere diventato matto e cade in disperazione. Vaga per due giorni fra le macerie della città e infine ritorna indietro a Tomi.
Capitolo 13
Gli abitanti delle  montagne si rifugiano in città scappando da slavine di pietre. Mentre Tomi diventa sempre più selvatico, Cotta si prende cura della casa del cordaio e riordina i pezzi di stoffa trovati lì con le storie di Naso. Inoltre passa molto tempo nel negozio di Fama, che gli racconta le storie dei singoli abitanti.
Capitolo 14
La città di Tomi completa l'intera metamorfosi a foresta vergine. La sorella di Procne, che era creduta morta ritorna indietro, la sua lingua è stata strappata dal macellaio Tereus, per cui lei ora è muta.
Capitolo 15
Quando una notte Tereus torna al villaggio, trova suo figlio Itys morto. Per Tereus è certo che l'assassino può essere solamente sua moglie. Quindi decide di trovarla per ucciderla. Quando la trova, Tereus, Procne e gli altri abitanti di Tomi si trasformano in uccelli.

## Interpretazione
Salta agli occhi la mescolanza dei livelli di tempo dell'antichità e dei tempi presenti (intervallo esatto di tempo: 8 - 17 dC.) . Per esempio il nano Cyparis mostra dei film e Ovidio spedisce a sua moglie Cyane  una foto della città di Tomi. Oltre alla cronologia, l'autore riproduce anche la geografia in modo poco realistico. Per esempio Tomi (Costanza) è situata lungo un litorale pianeggiante, che è in netto contrasto  con le pareti a dirupo e le montagne retrostanti descritte. Inoltre anche Roma è nelle sue caratteristiche geografiche in contrasto con la capitale storica della Civiltà romana e le vengono attribuite caratteristiche della città moderna: ad esempio, si parla del traffico caotico delle sue strade.

## Personaggi
I personaggi derivano da figure mitologiche o storiche e in parte dalle opere di Ovidio.
- Alcyon, Figura di un Dramas, che seduce Cyparissus
- Arachne, Tessitrice sordomuta di Tomi
- Augusto, Imperatore di Roma
- Battus, Figlio epilettico della merciaia Fama
- Ceyx, Figura di un Dramas, che seduce Cyparissus
- Cotta, Protagonista, che si dirige a Tomi nella sua ricerca di Ovidio
- Cyane, Moglie dell'esiliato Ovidio
- Cyparissus (orig. Cyparis), Nano proiezionista ambulante di film
- Echo, Confidente di Cotta, che trasforma un Schuppenfleck vagante
- Fama, Merciaia di Tomi e madre di Battos
- Itys, Figlio del macellaio Tereus e di sua moglie Procne
- Lykaon, Cordaio di Tomi, affitta una stanza a Cotta
- Naso, Nome di Ovidio, con il quale il poeta viene chiamato nel romanzo
- Procne, Moglie malaticcia di Tereus, il macellaio
- Proserpina, Fidanzata del becchino di Thies
- Pythagoras, Garzone stranito di Naso
- Tereus, Macellaio brutale di Tomi e marito di Procne
- Thies (Dis Pater), Preparatore di unguenti e becchino, che durante la guerra fu portato dalla Germania a Tomi

## Recensione
Il mondo Estremo è stato uno dei lavori letterari di maggior successo del 1988. Il romanzo è stato lodato da giornali come Spiegel, Die Tageszeitung o Die Zeit .
Alcuni attribuiscono il successo del romanzo esclusivamente al geniale marketing dell'opera da parte del Greno Verlag e al supporto di Hans Magnus Enzensberger . Il mondo Estremo è uscito per la prima volta nella serie die Andere Bibliothek della casa editrice Enzensberger.

## Politica
Che il romanzo sia politicamente scomodo è dimostrato dal caso in Romania: le autorità locali non volevano autorizzare l'inclusione de Il mondo Estremo in una  Antologia, perché "vi si fa riferimento troppo apertamente alla situazione romena e al ruolo del grande Conducător (Nicolae Ceaușescu)". Ransmayr si è espresso personalmente: "Ho provato una soddisfazione quasi infantile, quando, colpito sul vivo, il censore ha capito correttamente un passaggio del Mondo Estremo".

## Letteratura

### Edizioni
- Prima edizione: Die letzte Welt. Roman. Mit einem Ovidischen Repertoire. Ziffernzeichnungen von Anita Albus. In: Die andere Bibliothek. Pubblicato da Hans-Magnus Enzensberger. Greno, Nördlingen 1988, ISBN 3-89190-244-1, 319 S.
- Edizione tascabile: Fisch Tb 1690. Fischer-Taschenbuch-Verlag, Frankfurt/M. 1991, 3-596-29538-6, 317 S.
- Edizione rilegata: Fischer, Frankfurt/M. 2008, ISBN 978-3-10-062939-5, 286 S.
- Audiolibro: Christoph Ransmayr liest Christoph Ransmayr: Die letzte Welt. Lettura integrale dell'autore. ORF. Regia: Harald Krewer. Argon, Berlin 2008, ISBN 978-3-86610-431-0. 8 CDs mit Booklet (14 S.).

### Edizioni italiane
- Il mondo estremo, trad. Claudio Groff, Leonardo Editore, Milano, 1989, p. 224 ISBN 88-355-0026-5
- Il mondo estremo, trad. Claudio Groff, Feltrinelli Editore (collana Le Comete), Milano, 2003, p. 244 ISBN 88-075-3007-4
- Il mondo estremo, trad. Claudio Groff, Feltrinelli Editore (collana Universale Economica), Milano, 2017, p. 244 ISBN 978-88-07-89015-4

### Letteratura secondaria
- Oldenbourg Interpretationen Nr. 59, Die letzte Welt, München 1992, ISBN 3-486-88658-4
- Martin Kiel: Nexus. Postmoderne Mythenbilder. Vexierbilder zwischen Spiel und Erkenntnis. Mit einem Kommentar zu Christoph Ransmayrs „Die letzte Welt“. Frankfurt 1996, ISBN 3631300557
- Uwe Wittstock (Hrsg.): Die Erfindung der Welt - Zum Werk von Christoph Ransmayr. Fischer tb 2004, 238 S.
- Giulio Schiavoni: «L'orrida Tomi di Ovidio nella rilettura di Christoph Ransmayr». In: Epistulae a familiaribus. Per Raffaella Tabacco, a cura di Alice Borgna e Maurizio Lana. Edizioni dell'Orso, Alessandria 2022, pp. 489–500, ISBN 978-88-3613-290-4